# Бхававарман II
Бхававарман II (кхмер. ភវវរ្ម័នទី២, род. VII век) — король Ченлы (? — 657)

## Биография
Есть гипотеза, что он не был прямым потомком Ишанаварман I, потому что брахманы из Адхьяпуры не стали служить ему, как его предшественникам.
Единственная документально подтверждённая дата его правления — 655 год.
Бхававарман II примечателен тем, что провозгласил себя прямым потомком лунной династии и первым ввёл в обиход посмертные имена, его примеру в дальнейшим следовали практически все правители.
Имя божества, с которым их отождествляли, включалось в их посмертное имя, за именем стояло санскритское слово «лока» («мир-рай»).
Его имя было Шивалока («тот, кто удалился в рай Шивы»)
При нём бо́льшая часть государства Ченла развалилась на множества мелких независимых княжеств.
Его преемником стал Джаяварман I.